# Tussengas
Tussengas is de aanduiding van een speciale systematiek bij het terugschakelen van de versnelling van een auto met niet-gesynchroniseerde versnellingsbak. Het is dubbel ontkoppelen. In de volksmond wordt dit vaak "dubbel klutsen" genoemd, naar de Engelse term: "double clutching" (of eigenlijk "double declutching"). 
De techniek is alleen nodig bij het terugschakelen van een hogere naar een lagere versnelling. 
Bij het opschakelen is deze systematiek niet nodig. Dan is de omtreksnelheid van de tandwielen op de secundaire as en de hoofdas nagenoeg gelijk en kunnen de tandwielen makkelijk in elkaar worden geschoven (als de koppeling is ingetrapt).
Bij het terugschakelen is de omtreksnelheid van de tandwielen niet gelijk. Door tussengas geven wordt de snelheid van het tandwiel op de secundaire as aangepast en kunnen de tandwielen met een lichte druk tegen de versnellingshandel in elkaar worden geschoven. 
Zonder tussengas is terugschakelen niet mogelijk. Ook met zeer grote kracht uitgeoefend op de versnellingshandel is het niet mogelijk de tandwielen in elkaar te schuiven. De auto zou dan door remmen tot stilstand moeten worden gebracht. 
Bij het terugschakelen met tussengas wordt eerst het koppelingspedaal ingetrapt, vervolgens zet men de versnellingshendel in de neutraalstand, dan laat men de koppeling weer op komen en geeft een aangepaste hoeveelheid 'tussengas', daarna trapt men de koppeling opnieuw in en stelt de versnellingshendel een versnelling lager en laat de koppeling weer opkomen. De bedoeling is dat de tandwielen van de bak in toerental overeenkomen alvorens ze in elkaar grijpen.
Bij gesynchroniseerde versnellingsbakken wordt het toerenverschil tussen de tandwielen opgevangen/aangepast door synchromeshringen die daardoor aan slijtage onderhevig zijn. Als gevolg daarvan zal een gesynchroniseerde bak altijd sneller verslijten dan een deskundig bediende ongesynchroniseerde bak. 
Voor personenauto's is double clutching overbodig geworden toen gesynchroniseerde versnellingsbakken gemeengoed werden in de jaren dertig en veertig. Niettemin werden tot in de late jaren zestig nog personenauto's met een double clutching vereisend mechanisme gefabriceerd. Een aantal old-timers dat nu nog rondrijdt zoals de Fiat 500 en de Morris (model "Traveller") heeft dit principe nog, hetgeen een aparte rijtechniek vraagt. Ook bij vrachtauto's en landbouwvoertuigen worden tot op heden nog versnellingsbakken toegepast waarbij deze manier van bedienen vereist is. 
Bij vrachtauto's zijn ongesynchroniseerde versnellingsbakken langer toegepast. Door de zware tandwielen was het hierbij ook bij het opschakelen nodig een speciale techniek van "double clutching" toe te passen. Hierbij hoefde uiteraard geen tussengas gegeven te worden: men moest juist enkele tellen wachten alvorens de tandwielen van de secundaire as zodanig veel snelheid verloren hadden dat zonder te kraken kon worden geschakeld. Bij afdalingen moest deze wachttijd worden verkort, omdat de hoofdas door de toenemende voertuigsnelheid harder ging draaien, maar bij het klimmen moest de wachttijd juist worden verlengd. Dat kon er in resulteren dat het opschakelen onmogelijk werd: de wachttijd was soms dermate lang, dat het voertuig inmiddels stilstond. 
Een speciale versie is het tussengas geven door de voet waarmee geremd wordt te kantelen op het gaspedaal. Daarmee wordt bereikt dat sneller kan worden teruggeschakeld terwijl het voertuig inmiddels al wordt afgeremd. Bij oudere militaire voertuigen was dit niet mogelijk, omdat de pedalen er te hoog voor waren. Dat was noodzakelijk om er zandzakken onder te kunnen leggen in verband met scherfwerking als op een landmijn werd gereden.